# Sofia Helin
Sofia Margareta Götschenhjelm Helin (Hovsta, 25 aprile 1972) è un'attrice svedese.
Ha interpretato la detective Saga Norén nella serie televisiva dano-svedese The Bridge - La serie originale.

## Filmografia parziale
- Rederiet, (1997) (soap opera)
- Tusenbröder (2002) (serie televisiva)
- Beck – Sista vittnet, regia di Harald Hamrell (2002)
- Rånarna, regia di Peter Lindmark (2003)
- Fyra nyanser av brunt, regia di Tomas Alfredson (2004)
- L'amore non basta mai (Masjävlar), regia di Maria Blom (2004)
- Blodsbröder, regia di Daniel Fridell (2005)
- Nina Frisk, regia di Maria Blom (2007)
- Arn - L'ultimo cavaliere (Arn - Tempelriddaren), regia di Peter Flinth (2007)
- Arn - Il Regno alla fine della strada (Arn - Riket slut vid vägens), regia di Peter Flinth (2008)
- Metropia, regia di Tarik Saleh (2009)
- Il mistero di Ragnarok (Gåten Ragnarok), regia di Mikkel Brænne Sandemose (2013)
- The Bridge - La serie originale (Bron/Broen) - serie TV (2011-2018)
- L'uomo di neve (The Snowman), regia di Tomas Alfredson (2017)
- The Same Sky (Der gleiche Himmel), (2017)
- Contro l'ordine divino (Die göttliche Ordnung), regia di Petra Volpe (2017)
- Atlantic Crossing - serie TV (2020)

## Riconoscimenti
- 2005 - Guldbagge
  - Candidatura a miglior attrice per L'amore non basta mai